# Christa Schmuck
Christa Schmuck, född 26 januari 1944 i Salzberg (Berchtesgaden) i Bayern, är en inte längre aktiv tysk rodelåkare.
Schmuck var aktiv i singeltävlingen och tillhörde under slutet av 1960-talet samt början av 1970-talet världseliten. Hennes största framgång var vinsten av Europamästerskapen 1967. Hon vann dessutom en silvermedalj vid de olympiska vinterspelen 1968 i Grenoble. Vinsten av denna medalj kom till på grund av att de två östtyska tävlande Ortrun Enderlein och Anna-Maria Müller diskvalificerades som hade värmt upp kälkens medar. Schmuck vann även en silvermedalj vid världsmästerskapen 1970 och en bronsmedalj vid världsmästerskapen 1969. Hon blev västtysk mästare 1966, 1968, 1969 samt 1970.